# Фрасин (Горж)
Фрасин (рум. Frasin) насеље је у Румунији у округу Горж у општини Владимир. Oпштина се налази на надморској висини од 180 m.

## Становништво
Према подацима из 2002. године у насељу је живело 822 становника, од којих су сви румунске националности.